# روبرتو إبراهام
روبرتو إبراهام هو عالم فلك كندي، ولد في 1965 في مانيلا في الفلبين.